# Бутовський Олексій Дмитрович
Олексій Дмитрович Бутовський (9 червня 1838 — 25 лютого 1917) — член першого складу і один із засновників МОК та сучасного Олімпійського руху, генерал-лейтенант РІА, викладач Полтавського кадетського корпусу та спортивний функціонер.

## Біографія

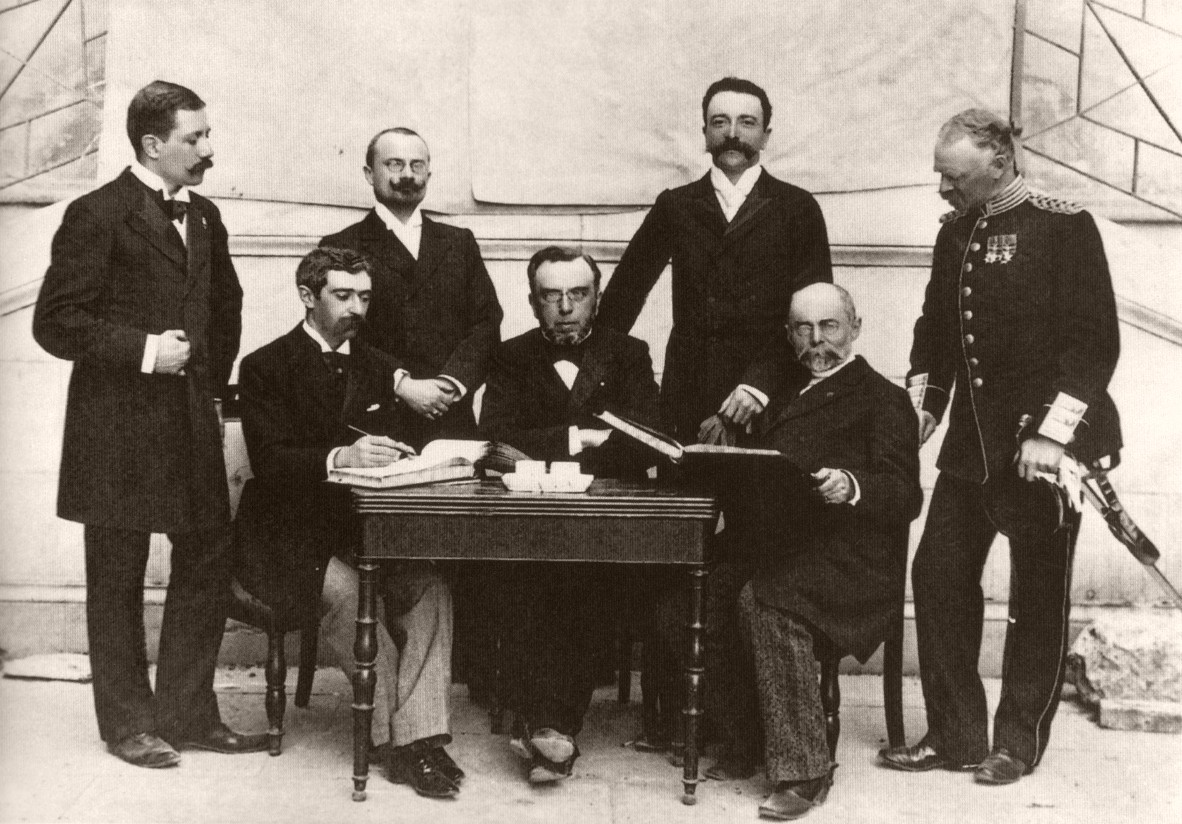
Члени МОК 1896 року. 2-й справа Олексій Бутовський

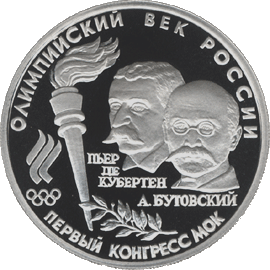
Пам'ятна монета ЦБР з зображенням Бутовського та Кубертена

Народився 9 червня 1838 року в містечку П'ятигірці Кременчуцького повіту на Полтавщині (нині Лубенського району). Походив з козацького, згодом дворянського роду. Батько — Дмитро Петрович Бутовський — штабс-капітан у відставці, молодший брат Микола також досяг значних успіхів у кар'єрі.
У серпні 1849 року вступив до Полтавського кадетського корпусу, який закінчив 1853 року. Згодом три роки навчання в інженерному класі Дворянського полку. 1856-го з унтер-офіцерів підвищений до прапорщика лейб-гвардії Павловського полку. 1856 року навчався на теоретичному відділенні Миколаївської інженерної академії, після чого повернувся в Полтавський кадетський корпус, де в 1858—1861 рр. викладав фізичну підготовку.

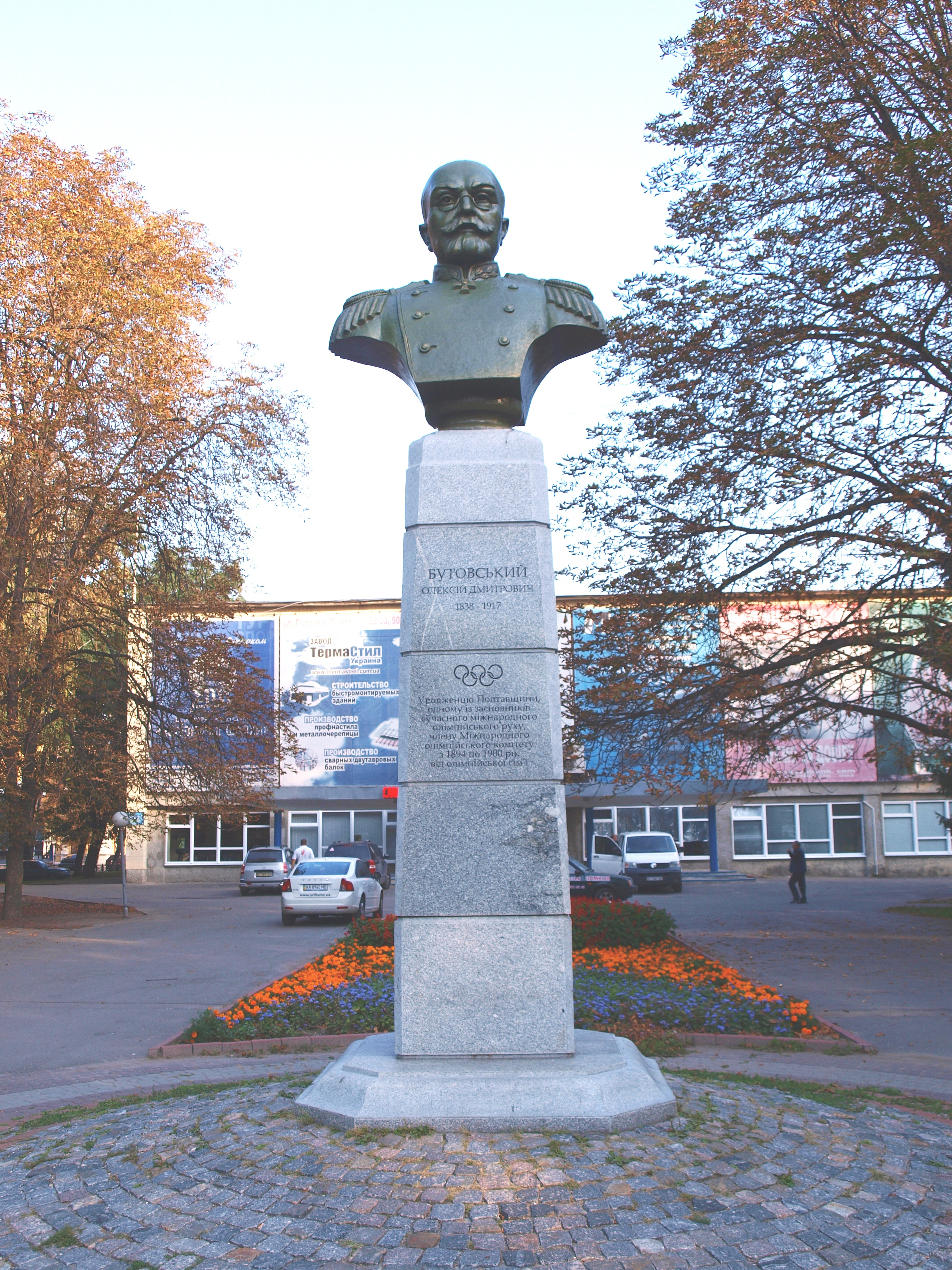
Погруддя О. Д. Бутовського у Полтаві.

Після роботи в Полтаві Бутовський знову на військовій службі: 1863-го брав участь в придушенні січневого повстання, 1864—1865 рр. у званні штабс-капітана керує ротою.
З 1871 — вихователь в Санкт-Петербурзькій військовій гімназії, згодом у Головному управлінні військових навчальних закладів та в Олександрівському кадетському корпусі. Викладав теоретичний курс з історії мистецтв, живопису, історії фізичної культури; проводив практичні заняття з фехтування, стрільби, гімнастики і рухливих ігор. На цей період припадає публікація перших напрацювань Бутовського, присвячених різним аспектам фізичного виховання у військах і військових навчальних закладах.
З 1870-х років діяльність Бутовського постійно пов'язана з Державним управлінням Вищих навчальних закладів. В 1878 отримав звання полковника. З кінця 80-х років Бутовський займається проблемами фізичного виховання і спорту. З 1888 — член комісії при Міністерстві освіти для розробки питання про викладання військової гімнастики в цивільних навчальних закладах. В 1891 отримав звання генерал-майора.
У 1880—1890-х роках за дорученням воєнного відомства Російської імперії Олексій Бутовський неодноразово перебував у Європі, де вивчав викладання гімнастичних дисциплін у передових навчальних закладах Швеції, Данії, Німеччини, Бельгії, Англії та Франції. Добре володів кількома іноземними мовами, що посприяло знайомству та налагодженню особистих контактів зі спеціалістами в багатьох країнах. У 1892 під час перебування у Франції знайомиться з бароном П'єром де Кубертеном, з яким у них виявились спільні погляди на розвиток спорту та відродження Олімпійських ігор. 1894 року П'єр  де Кубертен особисто запрошує Олексія Бутовського на Міжнародний Атлетичний конгрес до Парижа. Незважаючи на те, що Бутовський не зміг бути присутнім на цьому конгресі, його все ж обрали до перших 13 членів Міжнародного Олімпійського комітету. Тут не йшлося про представництво його від Російської імперії, як це часто трактують, а обраний він був винятково як активний діяч і спеціаліст у цій галузі. Не міг Бутовський представляти Росію, бо, як відомо, в числі учасників Перших Олімпійських ігор сучасності не було жодного представника Російської імперії. Отож Олексій Бутовський став свідком Перших Олімпійських ігор сучасності як член МОК, а після Ігор видав книгу «Афіни весною 1896 року». Загалом брав участь в шести Олімпійських конгресах.
Бутовський робив спроби створення Російського олімпійського комітету, однак вони не увінчалися успіхом. 1900-ого Олексій Бутовський вийшов зі складу МОК,
1904-го йому присвоєно чергове звання — генерал-лейтенант. За заслуги та вислугу років генерал-лейтенант Олексій Бутовський був нагороджений кількома орденами: Олександра Невського, Білого Орла, Святого Володимира, Святого Станіслава, Командорським Хрестом грецького Ордена Спасителя та іншими нагородами.
Був одружений з донькою купця Анною Василівною Гороховою, дітей подружжя не мало. В останні роки життя втратив зір і свої тексти диктував дружині.
1915 року світ побачили три книги 77-річного Олексія Бутовського: дві книги споминів і його праця «Виховання і телесні вправи в англійських школах». Загалом же він є автором понад 70-ти тематичних праць з фізичного виховання.
Помер Олексій Бутовський на 79-му році життя 25 лютого 1917 року в Петрограді. Похований на Новодівочому цвинтарі. Залишив по собі понад 70 праць з фізичного виховання та його історії.

## Пам'ять
Заслуги О. Д. Бутовського в СРСР завжди принижували, переважно згадуючи лише П .Ф. Лесгафта. У них був різний підхід до розуміння питань фізкультури й спорту, особливо для виховання молоді. П. Ф. Лесгафт, на відміну від О. Д. Бутовського, негативно ставився до спорту загалом, виступав проти застосування в процесі фізичного виховання будь-яких гімнастичних приладів, був проти використання фізичних вправ для рук, бо вважав, що вони призначені для виконання усілякої тонкої роботи.
У Росії в Санкт-Петербурзі 23 липня 1994 р. до відкриття III Ігор Доброї волі та ознаменування 100-річчя Міжнародного олімпійського комітету на головних сходах стадіону ім. С. М. Кірова були встановлені бронзові бюсти П'єру де Кубертену та О. Д. Бутовському, однак через деякий час зникли. Згодом 6 квітня 1996 р. до сторіччя Олімпійського руху їх знову встановили біля стадіону, однак 2000 року їх знову забрали.
З 22 червня 2008 року ім'я Олексія Бутовського носить стадіон «Ворскла» в Полтаві, а перед ареною споруджено йому пам'ятник.